# Birnin Kebbi

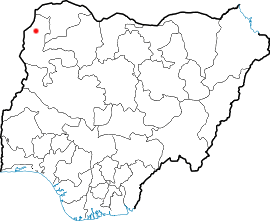
Localização de Birnin Kebbi.

Birnin Kebbi é uma cidade da Nigéria, capital do estado de Kebbi. Sua população é estimada em 122.383.